# 中川慶一
中川 慶一（なかがわ けいいち、1980年12月31日 - ）は、日本の男性声優。滋賀県出身。アクセント所属。

## 略歴
追手門学院大学卒業。日本ナレーション演技研究所、映像テクノアカデミア卒業。
2009年3月までアーツビジョンに所属し、フリー期間を経て同年5月よりディーカラーに所属、2013年12月より再びフリーで活動していた。2015年1月より、アクセント所属。

## 人物
方言は関西弁。
『ポケットモンスター サン&ムーン』では、石塚運昇の死去に伴い、一部の回でナレーションの代役を担当した。
特技は料理、趣味はギター、ラーメン屋巡り。

## 出演
太字はメインキャラクター。

### テレビアニメ
2006年
- いぬかみっ!（変態男、マッチョB）
- 無敵看板娘（選考委員B）
- ヤマトナデシコ七変化♥（不良2、肉屋のおじさん、体育教師、八百屋、暴走族2、肉屋）

2007年
- 結界師（夜行の子）
- 月面兎兵器ミーナ（学生）
- 恋する天使アンジェリーク〜かがやきの明日〜（隊員）
- 精霊の守り人（兵士C）
- DARKER THAN BLACK -黒の契約者-（ルイス）
- D.C.II S.S. 〜ダ・カーポII セカンドシーズン〜（宅配便の人）
- もやしもん（学生2）

2008年
- スキップ・ビート!（松島）
- ネオ アンジェリーク Abyss（村人）

2009年
- アラド戦記〜スラップアップパーティー〜（警官A）
- エグザムライ戦国（鬼牙の子分）
- 空を見上げる少女の瞳に映る世界（教師F、生徒A）
- リストランテ・パラディーゾ（店員、ルチアーノ義弟）

2010年
- SDガンダム三国伝 Brave Battle Warriors（司馬懿サザビー、黄巾賊、門番、村人、袁紹兵、伝令）
- COBRA THE ANIMATION（通信）
- GIANT KILLING（清川和巳、ブランの通訳）
- ぬらりひょんの孫（四国妖怪）
- 鋼の錬金術師 FULLMETAL ALCHEMIST（フラナガン）
- メタルファイト ベイブレード 爆（スタッフB）

2011年
- TIGER & BUNNY（リポーター、カメラマン）
- べるぜバブ（2011年 - 2012年、茶藤、不良D、神埼部下B、榊光輝、サラマンダー 他）
- ルパン三世 血の刻印 〜永遠のMermaid〜（司会者）

2012年
- 夏目友人帳 肆（隆彦）

2013年
- ズーとたのしいシマウマかぞく（パパ）
- ダンボール戦機WARS（東郷儀一）
- 遊☆戯☆王ZEXAL II（羽原飛夫）

2014年
- 金田一少年の事件簿R（赤柴大樹）

2015年
- 新妹魔王の契約者（バルフレア） - 2シリーズ

2016年
- ポケットモンスター サン&ムーン（2016年 - 2019年、ククイ博士、ルガルガン、ナレーション〈代役〉、岩石ハンター、ゴルーグ）

2017年
- 鬼平（鶴の定助、沢田小平次）
- 進撃の巨人（ヘニング）
- 僕のヒーローアカデミア（海上保安官）
- 大正メビウスライン ちっちゃいさん（藍丸、軍人B）

2018年
- レイトン ミステリー探偵社 〜カトリーのナゾトキファイル〜（ダンナー・スティーブンス）

2019年
- 真・中華一番!（2019年 - 2021年、ショウアン） - 2シリーズ

2020年
- カードファイト!! ヴァンガード（明神リューズ） - 2シリーズ
- ポケットモンスター（2020年 - 2022年、ククイ博士）
- 『ヒプノシスマイク -Division Rap Battle-』Rhyme Anima（額繁廉貞）

2021年
- SDガンダムワールド ヒーローズ（武聖関羽νガンダム / 関羽νガンダム）
- もっと!まじめにふまじめ かいけつゾロリ（コヤマン）

2022年
- 幻想三國誌 -天元霊心記-（小霊・父）
- BLEACH 千年血戦篇（滅却師）

2023年
- 名探偵コナン（伴啓介）

### 劇場アニメ
- とある飛空士への追憶（2011年、正規兵）
- PSYCHO-PASS サイコパス Sinners of the System Case.1 罪と罰（2019年、烏間明[12]）

### Webアニメ
- SDガンダムワールド 三国創傑伝（2019年、関羽νガンダム[13]）
- ホクレンアニメーション「from North Field_ episode2 リョータとポー」（2020年、山下浩平[14]）

### ゲーム
2004年
- 帝国千戦記（PS2版）（雲月火）

2005年
- SHINSENGUMI〜幕末幻想恋愛奇譚〜（ルイス）

2006年
- いぬかみっ! feat.Animation（事故車の持ち主）

2008年
- ティアーズ・トゥ・ティアラ 花冠の大地
- メタルギアソリッド4（敵兵）

2009年
- 風色サーフ（フレドリク）
- サイキン恋シテル?（かおる）

2010年
- アサシン クリード ブラザーフッド
- EAT LEAD マット・ハザードの逆襲（ウォレス・ウォーリー・ウェルズリーIII世）
- 維新恋華 龍馬外伝（山南敬助）
- 斬撃のREGINLEIV（エインヘイリヤルリーダー、北の村人〈男〉C）

2011年
- 戦律のストラタス

2012年
- タイムトラベラーズ（小暮修一郎）
- ブレイブリーデフォルト フライングフェアリー
- レイトン教授VS逆転裁判（ジョバンニ・ジコール）

2013年
- スーパーロボット大戦Operation Extend
- ファークライ3（グラント・ヒューズ）
- ブレイブリーデフォルト フォーザ・シークウェル

2018年
- コール オブ デューティ ブラックオプス4
- 紅色天井艶妖綺譚 二藍（藍丸）

2019年
- ディビジョン2

2020年
- Doom Eternal
- グランブルーファンタジー（2020年 - 2022年、リョウメンスクナ、らぁめん三騎士）

2022年
- タクティクスオウガ リボーン（ミルディン・ウォルホーン）
- ニード・フォー・スピード アンバウンド

2025年
- 龍が如く8外伝 Pirates in Hawaii（キース）

### ドラマCD
- 黒執事
- 獣のごとくひそやかに 言霊使い
- 鉄道むすめ（赤木則夫）
- ネオ アンジェリーク 〜たそがれの騎士〜（銀樹騎士）
  - ネオ アンジェリーク 〜あかつきの天使〜（銀樹騎士A）

### BLCD
- シナプスの柩
- 私立クレアール学園 学園祭で華になれ!（高梨浩二）

### 番組
※はインターネット配信。
- 超特急の希望の玉!（2015年7月10日 - 10月2日、スペースシャワーTVプラス） - 番組ナレーション
- 本郷奏多&佐藤栞里のポケモン映画キミにきめた!倶楽部（2017年7月14日、テレビ大阪） - ナレーション
- P-Sports〜目指せ、ポケモンバトルマスター!〜（2018年1月24日、AbemaTV ウルトラゲームス※） - ナレーション

### 吹き替え

#### 担当俳優
チャド・マイケル・コリンズ
- 山猫は眠らないシリーズ（2015年-2023年、ブランドン・ベケット）
  - 山猫は眠らない4 復活の銃弾
  - 山猫は眠らない5 反逆の銃痕
  - 山猫は眠らない6 裏切りの銃撃
  - 山猫は眠らない7 狙撃手の血統
  - 山猫は眠らない8 暗殺者の終幕
  - 山猫は眠らない9 ローグ・ミッション
  - 山猫は眠らない10 レディ・デスの奪還

- カンパニー・オブ・ヒーローズ バルジの戦い（2023年、ネイト・バローズ）

パク・ヘス
- イカゲーム（2021年、チョ・サンウ）
- ペーパー・ハウス・コリア: 統一通貨を奪え（2022年、ベルリン）
- ナルコの神（2022年、チェ・チャンホ）
- 夜叉 -容赦なき工作戦-（2022年、ハン・ジフン）
- 悪縁 アギョン（2025年、キム・ボムジュン）

#### 映画
2006年
- サウンド・オブ・カラー 地下鉄の恋（ラン）
- ブギーマン

2007年
- トランスフォーマー（分析官）
- 案山子男/オン・ザ・ビーチ（フィル）
- 13/ザメッティ
- ストレンジャーズ/戦慄の訪問者（マイク〈グレン・ハワートン〉）
- ストレンジャー・コール（ボビー〈ブライアン・ジェラティ〉）
- スピードスター（ダグ）
- フランキー・ワイルドの素晴らしき世界
- ブレイキング・コップス（ステフ）
- マリー・アントワネット（プロヴァンス伯爵〈セバスチャン・アルメスト〉）

2008年
- インディ・ジョーンズ/クリスタル・スカルの王国（ロードスターの若者）
- オーシャンズ13（エージーン）※ソフト版
- ガンズ・アンド・バレット（ビニー）
- デス・プルーフ in グラインドハウス（オマール〈マイケル・バコール〉）
- ファイナル・ゲーム（アンドレアス〈イーサン・ペック〉）
- マッド・ファット・ワイフ

2009年
- エージェント・ゾーハン
- D-WARS ディー・ウォーズ
- トワイライトシリーズ（2009年-2010年、ジャスパー・ヘイル〈ジャクソン・ラスボーン〉）
  - トワイライト〜初恋〜 ※ソフト版
  - ニュームーン/トワイライト・サーガ ※ソフト版
  - エクリプス/トワイライト・サーガ

- ニンジャ・アベンジャーズ（中原〈ケイン・コスギ〉）
- レッド・バロン（マンフレート・フォン・リヒトホーフェン〈マティアス・シュヴァイクホファー〉）

2010年
- コップ・アウト 〜刑事した奴ら〜（バリー・マンゴールド〈アダム・ブロディ〉）
- スケート・オア・ダイ（ミッキー）
- 父親たちの星条旗
- ファンボーイズ（ライナス〈クリス・マークエット〉）
- ロッキー・ザ・ファイナル

2011年
- ソーシャル・ネットワーク（上級生）
- ほぼトワイライト

2012年
- 画皮 あやかしの恋（ワン・シェン〈チェン・クン〉）
- 第7鉱区（キム・ドンス〈オ・ジホ〉）
- 007 スカイフォール（船長）
- デス・レース（14K〈ロビン・ショウ〉）
- 127時間

2013年
- ジャッキー・コーガン（フランキー〈スクート・マクネイリー〉）
- パラノーマル・アクティビティ3（ランディ〈ダスティン・イングラム〉）
- フリーランサー NY捜査線（ジョナス〈カーティス・“50セント”・ジャクソン〉）
- ラスト・シャンハイ（チェン・ダーチー〈青年期〉〈ホァン・シャオミン〉）

2014年
- 恋する履歴書
- GODZILLA ゴジラ（技能軍曹）
- 僕らのイケメン青果店（ユン・ホジェ〈ジヒョク〉）
- 野蛮なやつら/SAVAGES（ベン〈アーロン・テイラー＝ジョンソン〉）

2015年
- アメリカン・スナイパー（マーク・リー〈ルーク・グライムス〉）
- エレクトリシティ（デイヴ〈ベン・バット〉）
- フライングギロチン（天狼〈ホァン・シャオミン〉）
- ボルケーノ・シティ（カルヴィン〈デヴィッド・ケイド〉）

2016年
- アンフレンデッド（ミッチ〈モーゼス・ストーム〉）
- シティ・オブ・タイニー・ライツ（ラブリー〈ジェームズ・フロイド〉）
- バリー（ウィル〈エラー・コルトレーン〉）

2019年
- リトル（プレストン〈トーン・ベル〉）

2020年
- アサシン クリード
- シルヴィ -恋のメロディ-（ロバート〈ンナムディ・アサマア〉）
- ドクター・ドリトル（ガレス〈オリヴァー・クリス〉）
- Mr.&Ms.スティーラー（アイヴァン〈テオ・ジェームズ〉）
- ブロックアイランド海峡（デール〈ジム・カミングス〉）

2021年
- オキシジェン
- ブラック・フライデー!（ローガン）
- マードレス ～闇に潜む声～（ベト〈テノッチ・ウエルタ〉）

2022年
- ウィークエンド・アウェイ（ゼイン〈ジアド・バクリ〉）
- グッド・ナース（ダニー・ボールドウィン刑事〈ンナムディ・アサマア〉）

2023年
- 80 For Brady: エイティ・フォー・ブレイディ（グーグー）
- ジャスト・ア・メリークリスマス（ヨルゲン）
- プロミシング・ヤング・ウーマン（ライアン・クーパー〈ボー・バーナム〉）※Netflix版
- Netflixカップ（マックス・ホーマ）

2024年
- シークレット・ヘッドクォーターズ（アイアンズ〈ジェシー・ウィリアムズ〉）
- ビューティフル・ゲーム（ケヴィン〈トム・ヴォーン＝ローラー〉）
- 全部ゲームのせい（ヤン〈デニス・モジェン〉）
- ジャックポット!（ルイス〈シム・リウ〉）
- 武道実務官（ジョンド〈キム・ウビン〉）
- ドント・ムーブ（リチャード〈フィン・ウィットロック〉）
- JOY: 奇跡が生まれたとき（ボブ・エドワーズ〈ジェームズ・ノートン〉）

2025年
- スピーク・ノー・イーブル 異常な家族（ベン〈スクート・マクネイリー〉）

#### ドラマ
2005年
- LOST3（ジョニー）

2006年
- The O.C.（マット）
- ザ・ホワイトハウス（ブラム）
- ヤング・スーパーマン4（クローザー）

2007年
- ギルモア・ガールズ（ディーン〈ジャレッド・パダレッキ〉）
- CSI:科学捜査班6（アダム）
- デスパレートな妻たち3（タッカー）
- HEROES（アンディ）

2008年
- ヴェロニカ・マーズ（ローガン・エコールス〈ジェイソン・ドーリング〉）
- オンエアー（チョ・ヨヌ〈チャン・ヒョジン〉）
- CSI:ニューヨーク3（ブルース）

2009年
- エデンの東（シン・ミョンフン〈パク・ヘジン〉）
- ゴシップガール（ネイト・アーチボルド〈チェイス・クロフォード〉）

2010年
- コールドケース6（レナルド・ラミス、ジェフ・フェルドマン、ライアン）
- 新・上海グランド
- 新ビバリーヒルズ青春白書
- スパルタカス
- 犯罪捜査官 アナ・トラヴィス

2011年
- クリミナル・マインド FBI行動分析課
  - シーズン5（2011年、ヴィンセント）
  - シーズン6（2012年、グリーン刑事）
  - シーズン10 #19、12 #13、13-15（2016年、マシュー・シモンズ〈ダニエル・ヘニー〉）

- 検事プリンセス（ソ・イヌ〈パク・シフ〉）
- ブルーブラッド 〜NYPD家族の絆〜（ジェイミー・レーガン〈ウィル・エステス〉）
- ミストレス 愛人たちの秘密（ドミニク〈アダム・レイナー〉）

2012年
- 赤と黒（ホン・テソン〈キム・ジェウク〉）※NHK版
- グッバイマヌル 〜僕と妻のラブ♡バトル（キム・ヒョンチョル）
- CSI:マイアミ10 ザ・ファイナル #7（アイゼイア・スタイルズ〈オルディス・ホッジ〉）
- スキップ・ビート! 〜華麗的挑戦〜

2013年
- 第3病院 〜恋のカルテ〜（キム・スンヒョン〈オ・ジホ〉）

2014年
- 謀りの後宮（李隆基〈イ・スンヒョン〉）
- ユーリカ シーズン3（ラリー）

2015年
- GOTHAM/ゴッサム（ビクター・フライス / ミスター・フリーズ〈ネイサン・ダロウ〉）
- コバート・アフェア CIA諜報員アニー（ジェイ・ウォルコックス〈センディル・ラママーシー〉）
- 火の女神ジョンイ（クァンヘグン〈イ・サンユン〉）

2016年
- ナイト・マネジャー（ジョナサン・パイン〈トム・ヒドルストン〉）
- ミディアム 霊能者アリソン・デュボア

2017年
- クリミナル・マインド 国際捜査班（マシュー・シモンズ〈ダニエル・ヘニー〉）

2018年
- インポスターズ 美しき詐欺師たち（リチャード・エヴァンス〈パーカー・ヤング〉）
- スクール・オブ・ロック

2019年
- 愛の温度（パク・ジョンウ〈キム・ジェウク〉）※テレビ東京版
- キングダム（イ・チャン）
- マードック・ミステリー 〜刑事マードックの捜査ファイル〜（サム・ファインマン）

2020年
- アメリカン・ホラー・ストーリー: 黙示録（マイケル・ラングドン〈コーディー・ファーン〉）
- グッドガールズ: 崖っぷちの女たち（リオ〈マニー・モンタナ〉）
- ホワイト・プリンセス エリザベス・オブ・ヨーク物語（ヘンリー7世〈ジェイコブ・コリンズ＝レヴィ〉）
- レポーター・ガール（マット〈ジム・スタージェス〉）

2021年
- 風と雲と雨（チェ・チョンジュン〈パク・シフ〉）

2022年
- アメリカン・ホラー・ストーリー: 2つの物語（ヴァリアント・ソー〈コーディー・ファーン〉）
- トランスプラント 戦場から来た救命医（バシル“バッシュ”・ハメッド〈ハムザ・ハク〉）
- 気象庁の人々: 社内恋愛は予測不能?!（ハン・ギジュン〈ユン・バク〉）
- クレイジーラブ（ノ・ゴジン〈キム・ジェウク〉）
- オールモスト・ネバー 夢みるバンド物語 （ファビオ）

2023年
- アストリッドとラファエル 文書係の事件録 シーズン2-4（テツオ・タナカ〈斎藤研吾〉）
- 北欧サスペンス「捜査官カタリーナ・フス」 #4
- ザ・コーリング  ～刑事アヴラハムの使命～（レナード〈スティーヴン・パスクァール〉）
- ジェーン（ケヴィン）
- グリフォン戦記（トーマス〈テオ・トレブス〉）
- パンドラ 偽りの楽園（ピョ・ジェヒョン〈イ・サンユン〉）
- マスクガール（パク・ギフン〈チェ・ダニエル〉）

2024年
- お騒がせ探偵!スペンサー・シスターズ #9（アレックス）
- Trying 〜親になるステップ〜 シーズン４ #1
- フェロー・トラベラーズ（クレイグ〈モーガン・レバー〉）
- エルズベス #2（ジョーイ・ブラウナー刑事）
- ヘルプ・ミー・トッド #8
- ナイト・エージェント（ピーター・サザーランド〈ガブリエル・バッソ〉）

2025年
- トリガー ニュースの裏側（ハン・ド〈チョン・ソンイル〉）
- グッドボーイ（ソクヒョン検事）
- アイアンハート

#### テレビ番組
- セサミストリート（パパベア）※大川透の療養に伴う代役

#### アニメ
- スター・ウォーズ/クローン・ウォーズ（テレビシリーズ）（バーブ・メンター）
- ドラゴンズドグマ（バルタザール[33]）
- ビーとパピーキャット（マーリン）
- 冬のソナタ アニメ版（チョン・ヒョンス）

### ボイスオーバー
- チェルノブイリ原発事故
- ヒストリーチャンネル
  - 撃つためのデザイン
  - 現代の驚異
  - 歴史解読レポート
- アイアン・シェフ: レジェンドへの道（2022年）
- ハック・マイ・ホーム ～我が家が大変身!～（2023年、ブルックス・アトウッド）
- 世界が騒然!本当にあった㊙衝撃ファイル
  - ㊙どんでん返しSP（2022年）
  - UMA＆戦慄事件SP（2023年）
- 痛快!お仕置きエンジニアリング（2023年、マーク・ローバー）
- マーク・ローバーの驚き科学実験ラボ（2024年、マーク・ローバー）

### ナレーション
- ステアーズin松本
- バトルブレイク
- 街ログ

### オーディオブック
- 流（2017年、ナレーション+葉秋生）

### パチスロ
- ろくでなしBLUES（山下勝嗣）